# Будденброк, Густав Иоганн
Густав Иоганн Будденброк (нем. Gustav Johann von Buddenbrock; 5 [16] сентября 1758, Шуенпален, Рижская губерния — 14 [26] декабря 1821, Рига) — доктор права, писатель, член комиссии по делам лифляндских крестьян.

## Биография
Родился 5 (16) сентября 1758 года. Происходил из лифляндских дворян. Отец — Густав Рейнгольд фон Будденброк (нем. Gustav Reinhold von Buddenbrock; 4.11.1694 — 3.7.1779, Шуенпален), майор; владел Шуенпаленом, Эссенгофом, Саадсеном, замком Пюркельн и Аллендорфом. Мать — Доротея Луиза фон Будденброк (нем. Dorothea Louisa von Buddenbrock; 15.11.1724 — 8.1.1805), дочь Карла Густава фон Будденброк (1682 — 1.12.1761, Рига) и Марии Элизабет Рюйш ван Вайенстейн (? — 1725).
В 1775—1779 годы учился в Кёнигсберге и Гёттингене.
С 1780 года служил в судебных учреждениях Лифляндии: помощником порядкового судьи, асессором земского суда (с 1781), асессором высшего земского суда (1783—1796) и одновременно секретарём дворянства (1786—1797). В 1797 году в составе депутации лифляндского рыцарства был на коронации Павла I в Москве.
С 1798 года — ландрат, в 1800—1803 годы состоял членом Рижского гофгерихта.
С 1803 года состоял членом комитета по освобождению крестьян Лифляндской губернии в Петербурге (из четырёх кандидатов, предложенных лифляндским дворянством, Александр I назначил в состав комитета Р. К. Анрепа и Г. И. Будденброка); в 1813 году был прикомандирован к министерству внутренних дел.
В 1815 году возвратился из Петербурга в Ригу. Дерптским университетом 31 мая 1816 года был удостоен диплома почётного доктора права honoris causa за труды по крестьянскому вопросу.
В 1817 году — верховный церковный староста Венденского уезда, в 1818 году состоял членом лифляндской провинциальной комиссии по составлению судебника. В 1819 году пожалован в надворные советники.
Владел Саадсеном (с 1800), Мезелау с Кольхаузеном (с 1804) и Эссенгофом (с 1806). Масон.
Умер в Риге 14 (26) декабря 1821 года.

## Избранные труды
- Tagesfart nach Karlsruhe an der Ammat : Am 30. Ärntemonats, des J. 1793. — Riga : Gedruckt von J. C. D. Müller, 1794. — 87 s. Дата обращения: 31 октября 2017. Архивировано 7 ноября 2017 года.
- Beiträge zur Kenntniss der Provinzialverfassung und Verwaltung des Herzogthums Livland (Beilage zum 1-sten Theild. Livländischen Magasins). — St.-Petersb., 1804.
- Sammlung der Gesetze welche das heutige livländische Landrecht enthalten / Hrsg. von G. J. Buddenbrock. — Mitau, 1804.
  -  — Riga, 1821.[7]
- Ankündigung der hinterlassen Manuskripte Professors Müthel. — Riga, 1817.
- Plan für die Siestematische Sammlung der Provincialgesetze als Codex. — Riga, 1819.
- Livländisches Ritterrecht.
- Beytrag zur Geschichte der Livländischen Leibeigenschaft (Storchs, Russland unter Alexander I. P. XIV, S. 137—159).
- Materialen zur Grundsätzen zur Verbesserung des Zustandes der Bauern in der Rigaschen Staatshalterschaft.

## Награды
- орден Св. Владимира 3-й степени (1804).

## Семья
Жена (с 10.2.1786) — София Елена (нем. Sophia Helena von Budberg; 24.3.1768, Рига — 4.5.1841), дочь художника Вольдемара Дитриха фон Будберг-Беннингсхаузена (8.10.1740, Ревель — 3.7.1784, Валка) и Софии Элизабет Терезии фон Кампенхаузен (20.7.1748 — 28.5.1805, Кегельн). Дети:
- Отто Густав Вильгельм (16.12.1788, Рига — 12.11.1865, Валка)
- София Луиза (2.3.1791, Рига — 31.1.1842)
- Эрнст Фридрих (10.3.1792 — 13.4.1865, Рига)
- Элиза Туснельда Генриетта (28.2.1798, Рига — 19.4.1829, Мезелау)
- Отто Адольф (10.6.1799, Лемзаль — 14.4.1856, Густавсгоф).

Пять сыновей умерли во младенчестве.